# 維新の曲
『維新の曲』（いしんのきょく）は、1942年（昭和17年）5月14日公開の日本映画である。大映製作、映画配給社（紅系）配給。監督は牛原虚彦。モノクロ、スタンダード、113分。
同年1月23日に創立された大映（現・KADOKAWA）の第1回作品で、戦前の時代劇スターである阪東妻三郎、市川右太衛門、片岡千恵蔵、嵐寛寿郎の4人が初共演した。

## スタッフ
- 監督：牛原虚彦
- 脚本：八尋不二
- 製作総指揮：永田雅一
- 撮影：三木滋人
- 音楽：佐藤顕雄
- 美術：河村鬼世志
- 構成責任：曾我正史
- 応援監督：木村恵吾
- 剣道：大野熊雄[2]

## キャスト

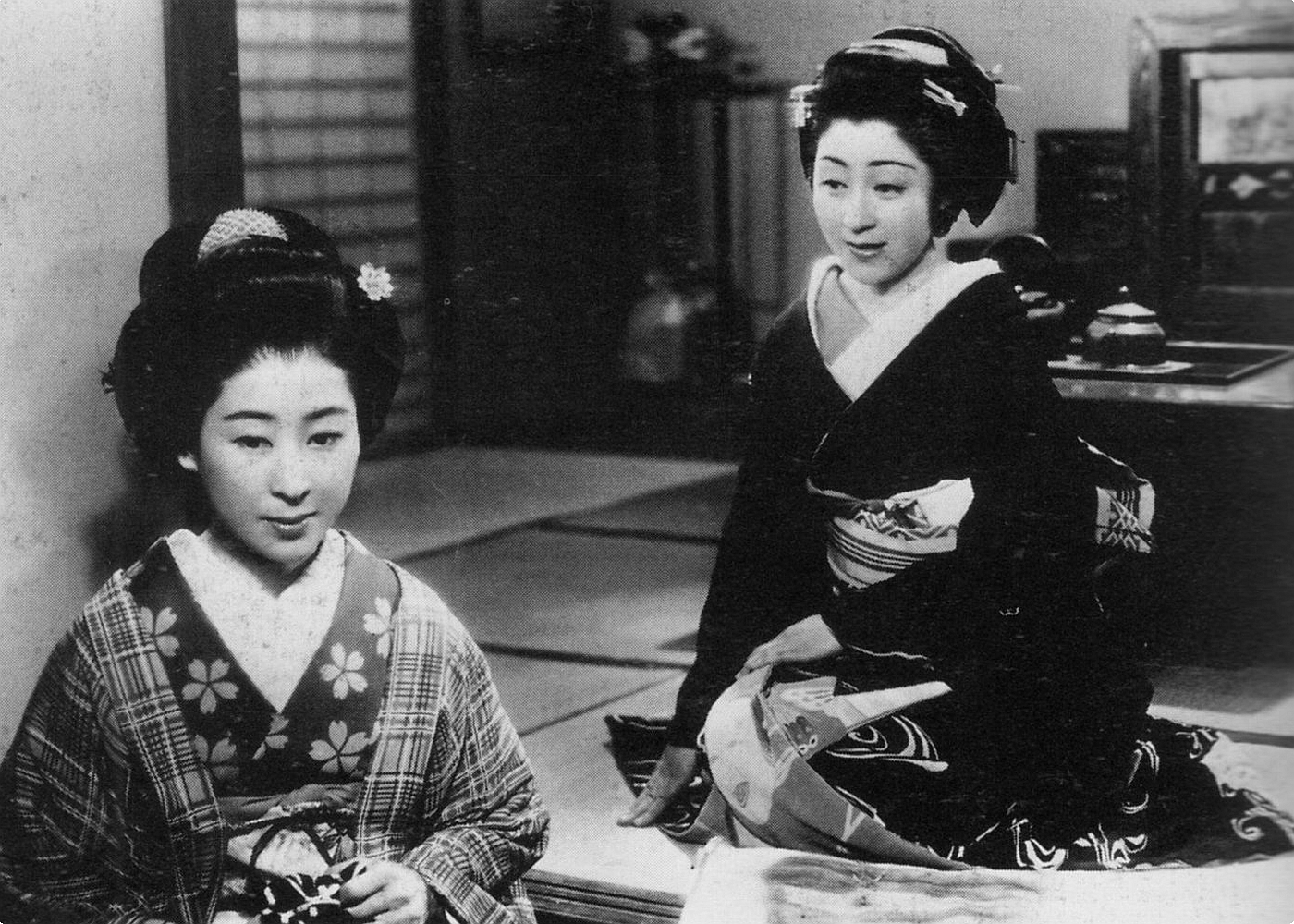
琴糸路と高山広子

- 坂本龍馬：阪東妻三郎

- 桂小五郎：市川右太衛門

- 松平容保：沢村國太郎
- 松平定敬：立松晃
- 山内豊信：嵐徳三郎
- 松平慶永：大國一公
- 板倉勝静：香川良介
- 永井尚志：荒木忍
- 浅野茂長：伊沢一郎
- 塚原昌義：北龍二
- 徳川慶勝：井染四郎
- 中岡慎太郎：羅門光三郎
- 吉田稔麿：尾上菊太郎
- 別府晋介：本郷秀雄
- 杉山松助：戸上城太郎
- 後藤象二郎：小柴幹治
- 沖田総司：南條新太郎
- 三吉慎蔵：加賀邦男
- 近藤勇：阿部九洲男
- 土方歳三：寺島貢
- 山崎烝：尾上華丈
- 谷三十郎：光岡龍
- 都築荘蔵：東堂圭八郎
- 池田屋惣兵ヱ：葛木香一
- 山縣狂介：仁礼功太郎
- 眞木和泉：南部彰三
- 益田右衛門介：藤川三之祐
- 黒澤増之進：上田吉二郎
- 久坂義助：島田敬一
- 佐々木只三郎：大友柳太朗
- 北添佶摩：島田照夫
- 藤堂兵助：志茂山剛
- 国司信濃：若松文男
- 福岡藤次：粂譲
- 辻椅曹：水野浩
- 小松帯刀：葉山富之輔
- お龍：市川春代
- あき：琴糸路
- 幾松：高山広子
- おしま：梅村蓉子
- 松栄：香住佐代子
- おとせ：常盤操子

- 西郷吉之助：片岡千恵蔵

- 徳川慶喜：嵐寛寿郎